# Geostiba carteriensis
Geostiba carteriensis är en skalbaggsart som beskrevs av Roberto Pace 1997. Geostiba carteriensis ingår i släktet Geostiba och familjen kortvingar. Inga underarter finns listade i Catalogue of Life.